# Cyclaster recens
Cyclaster recens is een zee-egel uit de familie Micrasteridae.
De wetenschappelijke naam van de soort werd in 1950 gepubliceerd door Theodor Mortensen.